# Estación Herlitzka
Herlitzka es una estación de ferrocarril ubicada en la localidad homónima, en el Departamento San Luis del Palmar en la Provincia de Corrientes, República Argentina. 

## Servicios
Se encuentra Precedida por el Apeadero Riachuelito y le sigue el Apeadero Km 89.